# قائمة الأعلام العمانية
وفيما يلي قائمة بالأعلام المستخدمة في سلطنة عمان .

## العلم الوطني
| علَم | تاريخ         | يستخدم   | وصف |
| --- | ------------- | -------- | --- |
|     | 1995–حتى الآن | علم عمان | عَلم ثلاثي الألوان أفقي من اللون الأبيض والأحمر والأخضر، مع شريط أحمر عمودي عند السارية، يحمل شعار سلطنة عمان (نسبة 4:7). |

## العلم الملكي
| علَم | تاريخ       | يستخدم                 | وصف                                                   |
| --- | ----------- | ---------------------- | ----------------------------------------------------- |
|     | 1749–الحاضر | العلم السلطاني العماني | حقل أحمر مع حدود خضراء وحمراء وشعار السلطان في الوسط. |

## الأعلام السياسية
| علَم | تاريخ     | يستخدم              | وصف                                                                                         |
| --- | --------- | ------------------- | ------------------------------------------------------------------------------------------- |
|     | 1965–1968 | علم جبهة تحرير ظفار | علم ثلاثي الألوان أفقي من اللون الأحمر والأبيض والأسود.                                     |
|     | 1965–1968 | علم جبهة تحرير ظفار | علم ثلاثي الألوان أفقي من الأحمر والأبيض والأسود مع نص عربي أسود في الشريط الأبيض.          |
|     | 1965–1968 | علم جبهة تحرير ظفار | علم ثلاثي الألوان أفقي من الأسود والأبيض والأحمر.                                           |
|     | 1965–1968 | علم جبهة تحرير ظفار | علم ثلاثي الألوان أفقي من الأسود والأبيض والأحمر مع نص عربي باللون الأحمر في الشريط الأبيض. |

## الأعلام العسكرية
| علَم | تاريخ       | يستخدم                         | وصف                                                                            |
| --- | ----------- | ------------------------------ | ------------------------------------------------------------------------------ |
|     | 1970–الحاضر | علم البحرية السلطانية العمانية | حقل أزرق يحمل العلم الوطني في الكانتون ومشوه بشعار البحرية الملكية.            |
|     | 1907–الحاضر | علم الجيش السلطاني العماني     | حقل أحمر يحمل العلم الوطني في الكانتون ومشوه بشعار الجيش الملكي.               |
|     | 1959–الحاضر | علم سلاح الجو السلطاني العماني | حقل أزرق فاتح يحمل العلم الوطني في الكانتون ومشوه بشعار القوات الجوية الملكية. |

## الأعلام التاريخية
| علم | الإستخدام                          | التاريخ   | الأعلام |
| --- | ---------------------------------- | --------- | ------- |
| | راية الإمبراطورية الساسانية        | 225–632   |         |
| حقل أبيض بسيط. | علم الخلافة الأموية                | 661–750   |         |
| حقل أسود بسيط. | علم الخلافة العباسية               | 750–934   |         |
| | علم الإمبراطورية السلجوقية         | 1045–1154 |         |
| حقل أبيض عليه شعار النبالة البرتغالي في المنتصف.                                                                                                  | علم مملكة البرتغال                 | 1508–1521 |         |
| حقل أبيض عليه شعار النبالة البرتغالي في المنتصف.                                                                                                  | علم مملكة البرتغال                 | 1521–1578 |         |
| حقل أبيض عليه شعار النبالة البرتغالي في المنتصف.                                                                                                  | علم مملكة البرتغال                 | 1578–1640 |         |
| حقل أبيض عليه شعار النبالة البرتغالي في المنتصف.                                                                                                  | علم مملكة البرتغال (العلم المفترض) | 1616–1640 |         |
| حقل أبيض عليه شعار النبالة البرتغالي في المنتصف.                                                                                                  | علم مملكة البرتغال                 | 1640–1650 |         |
| حقل أبيض يحمل الشعار الملكي في الكانتون. | علم إمامة عمان                     | 1650–1954 |         |
| حقل أبيض به نص عربي أحمر وسيف أحمر أعلاه يشير إلى اليمين.                                                                                         | علم الإمبراطورية العمانية          | 1696–1856 |         |
| حقل أحمر بسيط. | علم سلطنة مسقط وعمان               | 1856–1970 |         |
| حقل أبيض بسيط. | علم إمامة مسقط وعمان               | 1868–1871 |         |
| حقل أبيض مكتوب عليه نص عربي أحمر وسيف أحمر يشير إلى اليمين بالأسفل.                                                                               | علم إمامة عمان                     | 1954–1959 |         |
| ثلاثة ألوان أفقية من الأبيض والأحمر والأخضر. مع وجود شريط أحمر عمودي على الرافعة، يحمل الشعار الوطني لعمان، والشريط الأحمر أصغر من الخطوط الأخرى. | علم عُمان                           | 1970–1985 |         |
| ثلاثة ألوان أفقية من الأبيض والأحمر والأخضر. مع شريط أحمر عمودي على الرافعة، يحمل الشعار الوطني لعُمان (نسبة 3:2).                                 | علم عُمان                           | 1985–1995 |         |